# Lucicutia clausii
Lucicutia clausii is een eenoogkreeftjessoort uit de familie van de Lucicutiidae. De wetenschappelijke naam van de soort werd als Leuckartia clausii in 1889 gepubliceerd door Wilhelm Giesbrecht.